# Syntrichia montana
A Syntrichia montana nem túl gyakori, hegyvidéki sziklákon élő mohafaj.

## Megjelenése
A növény közepes méretű, 1,5–3 cm magas. Gyepje erőteljes, mely szárazon szürkés, nedvesen barnászöld. A levelek a szár végén sűrűn állnak és nagyobbak mint a szár alján lévők. Nedvesen felállók, csúcsuk csak kissé lehet visszahajló, szárazon csavarodottak. A levelek hosszúkás nyelv alakúak, közepe keskenyebb mint a levél vége és alapja és ott kissé begöngyölt a levélszél (hegedű alak). A levélér hátoldala csaknem sima, csak enyhén papillázott, a levél csúcsánál átlátszó, fogazott szőrszál alakjában fut ki. A levélcsúcs lekerekített. A levéllemez sejtjei hatszögletesek, papillásak, átlátszatlanok, a levél tövénél lévő sejtek a többi Syntrichia fajhoz hasonlóan víztiszták, átlátszóak és hosszúkásak, ennél a fajnál szintén hatszögletesek. A toknyél 1–2 cm hosszú, vöröses. A barna színű tok egyenes vagy gyengén hajlott, 0,5-1-szeresen csavarodottak a perisztómium fogak. A Syntrichia virescens-hez nagyon hasonlít ez a faj, de annak levélszéle alig begöngyölt, sejtjei nagyobbak, nedvesen világosabb zöld, a levélér sztereid sejtjei (erősen megvastagodott sejtfalú sejtek) csak 1-2 sorban helyezkednek el, míg a S. montana esetében 3-5 sorban.

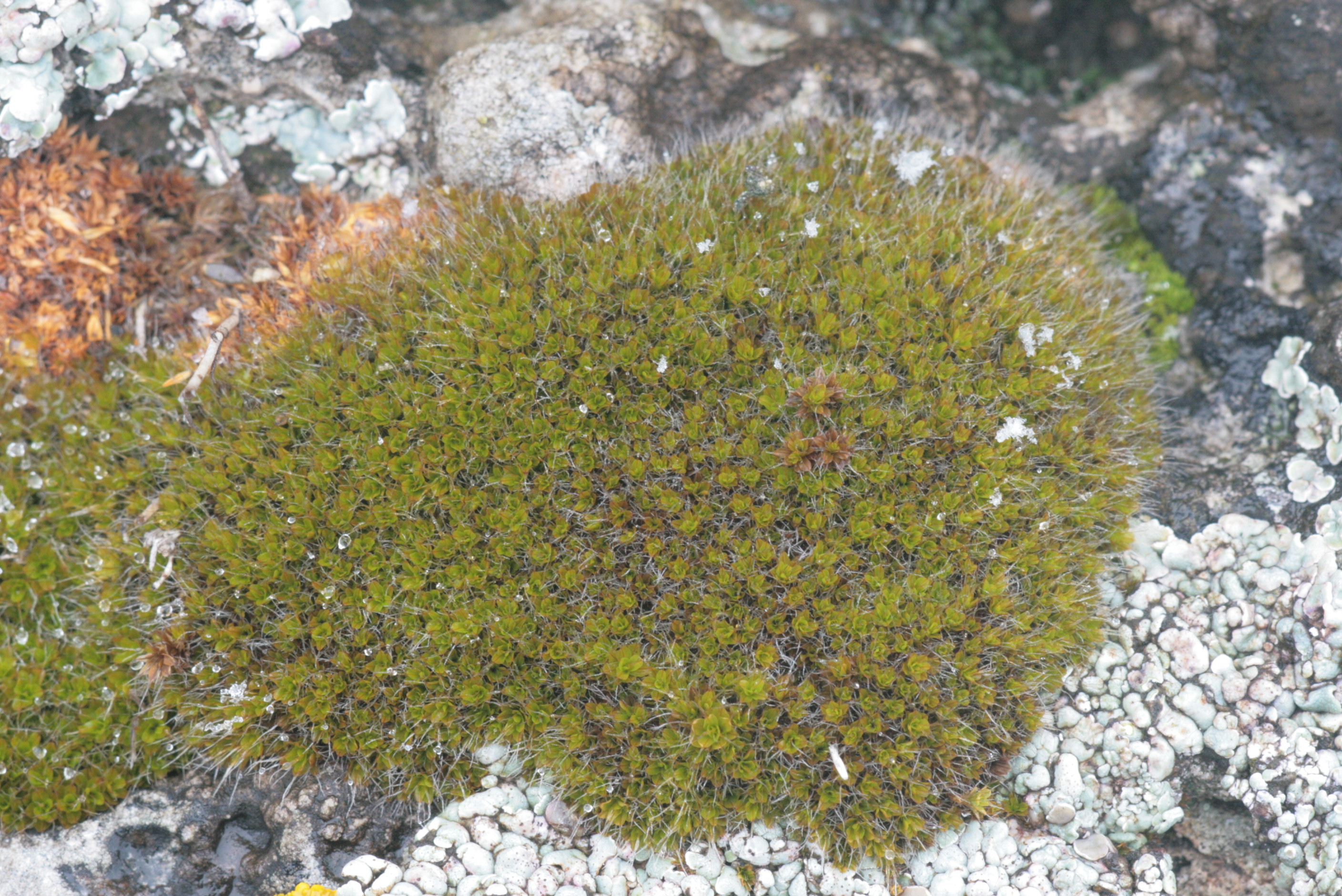
Habitus kép.
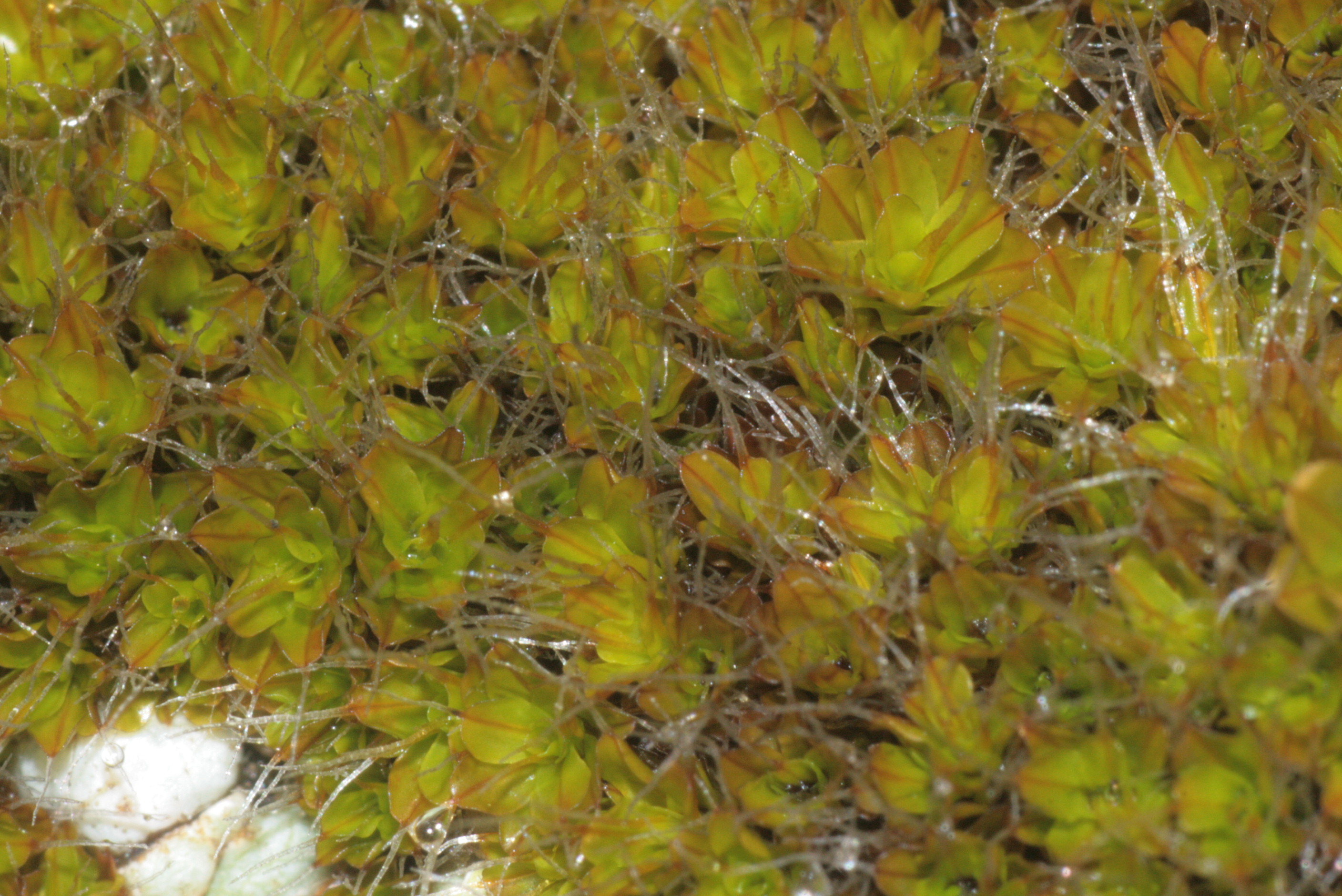
Nedvesen mereven felálló levelek
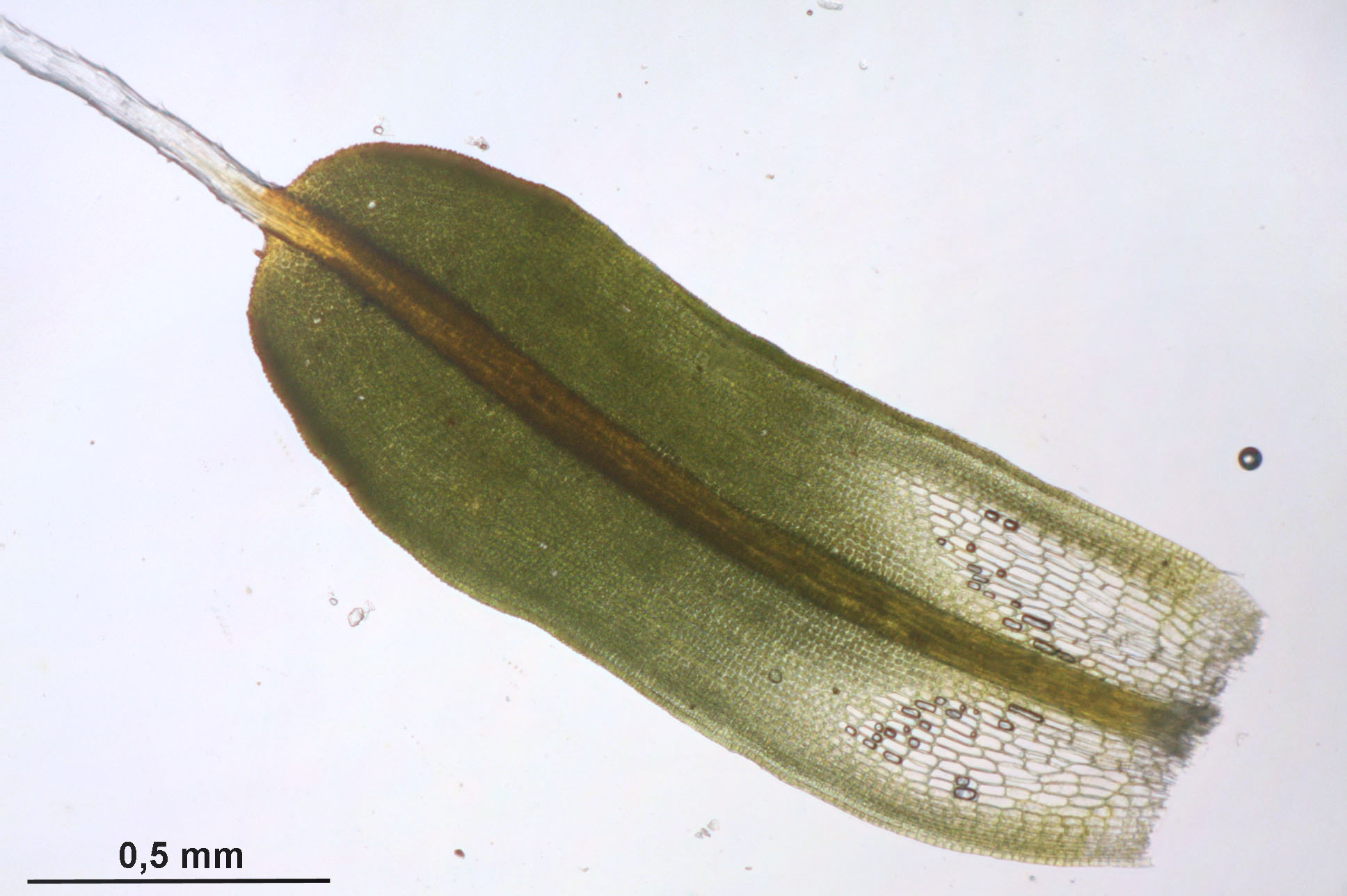
A levelek hosszúkásak, csak a közepükön enyhén begöngyölt szélűek.
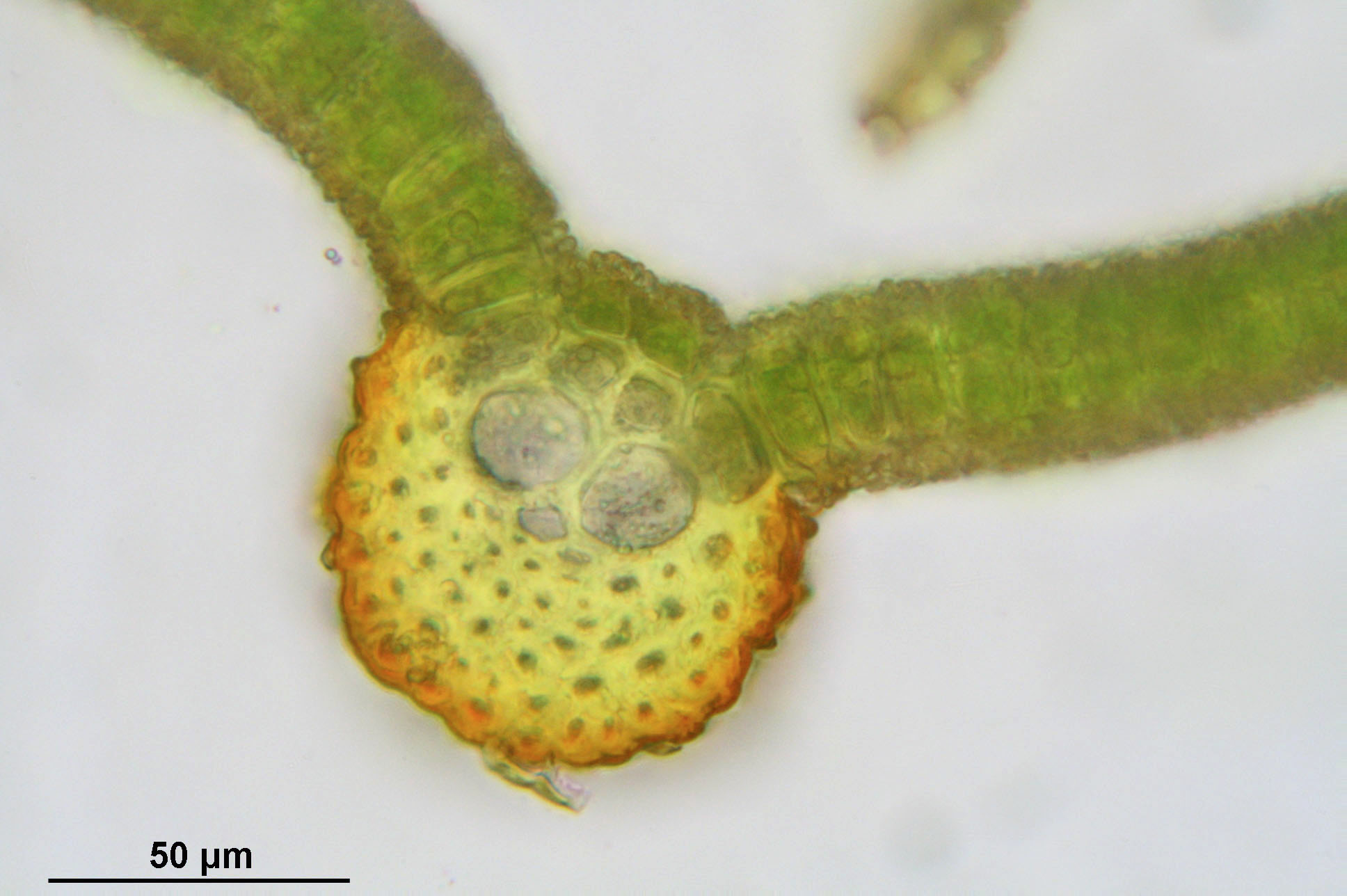
A levélér sztereid sejtjei több sorban helyezkednek el.

## Elterjedése
Magyarországon nem ritka faj, de csak a hegyvidékeken él mész- és dolomit sziklákon, karsztbokorerdőkben. Vörös listás besorolása: nem fenyegetett (LC). Európai és világ viszonylatban elterjedt: északi fele Európának, Törökország, Kaukázus, Észak-Ázsia, Észak-Afrika, Makaronézia és Észak- és Közép-Amerika.

## Termőhelye
Mész- és dolomitsziklák.